# Coop Alsace
Pour les articles homonymes, voir Coop.
L’Union des Coopérateurs d'Alsace, ou Coop Alsace, est une entreprise coopérative de distribution, fondée en 1902 à Strasbourg sous le nom de Konsumverein für Strassburg und Umgegend . La société est définitivement liquidée le 31 mars 2015.

## Histoire
En 1902, 125 ouvriers métallurgistes de Strasbourg se réunissent pour la première Assemblée Générale Constituante de la Coopérative de Strasbourg et Environs. La même année, la première succursale ouvre ses portes au 15, rue des Dentelles, dans le secteur de la Petite France à Strasbourg.
En 1912 la "Konsum" (qui deviendra plus tard la Coop) installe son siège au port du Rhin. 
En 1932, 30 ans après sa création, la Coopé de Strasbourg compte déjà 136 succursales dans le département du Bas-Rhin.
En 1952, après la période de la Seconde Guerre mondiale, la Coopé de Strasbourg, à laquelle se sont jointes toutes les autres Coopératives de Consommateurs du Bas-Rhin, poursuit son expansion et en 1952 la société compte 365 magasins dans le département.
En 1961, à l'apparition du libre-service, la Coopé ouvre le premier supermarché Coop de France à Strasbourg-Meinau. La fin des années 1960 et le début des années 1970 seront marquées par les fusions des Coopérateurs de Mulhouse en 1967, puis de Colmar en 1972, avec la Coop de Strasbourg, donnant naissance à une nouvelle entité, l'Union des Coopérateurs d'Alsace, qui exerce son activité sur l'ensemble de la région.
En 1976, Coop Alsace se lance dans la distribution moderne en créant le premier hypermarché Rond Point à Wintzenheim, bientôt suivi par ceux de Sélestat en 1978, Mulhouse en 1980, Saint-Louis en 1981, Strasbourg-Geispolsheim en 1983, Marmoutier, Schiltigheim, Obernai et Soufflenheim. Également en 1976 avec l'arrivée des hypermarchés et l'explosion du nombre de références Coop Alsace investit dans un nouvel entrepôt de 20 000 m2 à Reichstett. Au cours de ces mêmes années, la Coopérative investit dans son réseau de grands supermarchés, les Maxi, tout en poursuivant la rénovation et la modernisation de son réseau de vente de proximité. Par ailleurs, Coop Alsace développe sa logistique : en créant des entrepôts, en modernisant son transport et en acquérant des filiales qui permettent de renforcer le Groupe.
En 1981 Coop alsace ouvre son premier supermarché Maxi à Bischwiller et fin avril 1984 un Maxi de près de 1000m2 à Erstein.
En 1997, Coop Alsace lance une nouvelle unité de production de boucherie et de charcuterie alsacienne et la mise en service de la plate-forme de produits frais laitiers et de fruits et légumes sur le site de Reichstett. En 1998, Coop Alsace acquiert en février le 6e hypermarché Rond Point d'Alsace, à la suite du rachat au Groupe Auchan de l'hypermarché de Schiltigheim. En 1999, Coop Alsace ouvre un Maxi à Soultz-sous-Forêts et à Rœschwoog.
Depuis 1988, le groupe était associé pour ses achats à Cora. À partir de début 2009, le groupe s'associe à E.Leclerc : l'enseigne Rond point est remplacée par E.Leclerc et certains supermarchés sous enseigne Maxi Coop passent sous enseigne E.Leclerc Express.
En janvier 2009, Denis Fischer a remplacé Yves Zehr à la direction des Coop d'Alsace. En novembre 2010, après une période tumultueuse au sein de la direction et du conseil d'administration, Yves Zehr, pourtant retraité, revient pour tenter de sortir la société de sa situation financière difficile.

### Rachat et fin
Après un préaccord en juin 2012, est signé en septembre un accord avec E.Leclerc . Cet accord porte sur la création de deux sociétés communes : une société foncière (60 % Leclerc) et une société de gestion (34 % Leclerc) des supermarchés et 6 hypermarchés déjà sous enseigne E.Leclerc. 
 Les 141 magasins de proximité, restant sous l'enseigne Coop, distribuent maintenant les produits de la marque Casino, leader français du commerce de proximité. Malgré le changement de produits, l'enseigne reste COOP.
En 2013, ScapAlsace (E.Leclerc) monte à 100 % dans la société Hypercoop par le rachat de 40 % à Coop Alsace. En octobre, la cession de 129 des 144 magasins de proximité à Carrefour est en cours de négociation ,.
La charcuterie Coop change de nom et devient "Knack & cie", pour pouvoir être vendu dans les anciens magasins du groupe vendu à Leclerc et Carrefour. 
En janvier 2014, Coop Alsace indique avoir cédé 129 magasins de proximité au groupe Carrefour. Malgré ce changement, 78 magasins resteront sous l'enseigne Coop et les autres seront cobrandées (le logo Coop sera apposé avec celui de Carrefour City, Express, Contact, 8 à Huit et Shopi). Il y aura également toujours la vente de la charcuterie Coop qui représente jusqu'à 18 % du C.A. de certains magasins. Coop lance un nouveau concept de vente de proximité avec "Coop Mobile". 
Devant des engagements financiers trop important, le groupe dépose le bilan en octobre 2014 et devra procéder à de nouveaux désengagements. Cela se traduit par la cession à la société Copvial de l'activité boucherie-charcuterie, début novembre 2014. La société est définitivement liquidée le 31 mars 2015 avec poursuite d'activité d'un mois pour les 150 derniers salariés.